# ججه‌لی (اورتاکوی)
ججه‌لی (به ترکی استانبولی: Ceceli) یک منطقهٔ مسکونی در ترکیه است که در اورتاکوی (آق‌سرای) واقع شده‌است.